# Топлотно зрачење
Топлотно зрачење представља преношење топлоте с једног тела на друго без учествовања материје. Сунце емитује своје топлотне зраке, а да се притом не загрева празан космички простор. Док при провођењу топлоте и у конвекцији учествује материја и топлотна енергија тече у облику молекуларног кретања од места више ка месту ниже температуре, при зрачењу се догађа одавање енергије у облику електромагнетних осцилација.
Под истим околностима најјаче зрачи црно тело. Исто тако рапаве површине више зраче него углачане.
Исто онако као што нека тела могу у већем или мањем степену да пропуштају светлост, слично се сусреће и код топлотних зрака. Тела која могу да пропуштају топлоту зову се дијатермана тела, а насупрот њима су атермана тела. На пример, ваздух спада у дијатермана тела, док стакло у атермана.